# 蔡碩哲
蔡碩哲（英語：Tsai Shuo-Che，1996年1月14日—），臺灣足球運動員，出生於臺灣高雄市楠梓區，在足球場上司職門將一職，目前效力於台灣中油足球隊。

## 生平
蔡碩哲於1996年1月14日生於高雄市，國小就讀於後勁國小。因為當時蔡碩哲喜歡後勁國小的足球隊隊服，便向該校足球校隊教練林志勝報名加入，從而開啟他的足球生涯。加入後勁國小足球校隊後，因為他身高出眾，因此教練安排他負責門將的位置。後續也在該位教練的帶領下，後勁國小對外出賽的成績十分亮眼，也得過部分賽事的全國冠軍。
蔡碩哲於國小畢業前夕，由教練帶領校隊參與在丹麥舉辦的「2008年提佛利盃國際足球分齡賽」。在預賽時只取得小組第四名的成績，雖起初成績不甚理想，但最終仍闖進冠亞軍賽。在冠亞軍賽中，後勁國小足球校隊對上芬蘭派出的隊伍，兩隊於正規比賽時間結束時，仍維持0：0的比分，必須以PK賽決勝，最終靠著門將蔡碩哲挺連擋3球，再靠隊友進3球的比分下，終於奪得該項國際賽的冠軍。
國中時期，蔡碩哲就讀於後勁國中，也持續在該校的足球校隊中效力。高中時，蔡碩哲來到了位於臺南市佳里區擁有高中足球勁旅的國立北門高級中學就讀，並加入到北門高中足球校隊。在經過當時足球校隊總教練洪金昌的訓練下，讓蔡碩哲的守門技巧更為成熟。
2014年，蔡碩哲自北門高中畢業後，便考進國立臺灣體育大學就讀，在他大學一年級時，便加入到臺灣體大的足球校隊裡。並立刻代表臺灣體大，以台中FC（A隊）的隊名出戰2014年台中國際東亞城市足球邀請賽的先發門將。
由於蔡碩哲出色的比賽經驗與身體素質，不僅大一即獲得校隊先發門將的資格，也在臺灣體大總教練趙榮瑞的推薦下，於2014年5月隨同同校的陳昭安，以及惠文高中的陳陞洧前往日本J聯盟二級聯賽（J2）的熊本深紅中，進行為期兩週的隨隊訓練，也藉此試探三位球員面向海外發展的可能性。
2015年4月，103學年度UFA大專足球聯賽公開男一級的決賽在台北田徑場舉行，由臺灣體大出戰台北市大，當時蔡碩哲擔任臺灣體大的先發門將出賽。並直到正規賽以及30分鐘延長賽均無法分出勝負後，開始進行PK戰。然而，前5輪雙方派出的球員都順利的取得進球，直到第6輪PK戰時，台北市大派出的施昆輝向球門中央射門時被臺灣體大的門將蔡碩哲猜中球路，將球擊到球門後方。
也因為這次成功的撲救，之後臺灣體大派出的江瑞哲成功射門後，這場PK戰最終以以6:5的比分，臺灣體大逆轉擊敗台北市大，獲得103學年度UFA大專足球聯賽公開男一級的冠軍，中止了台北市大奪得5連霸的希望。
2015年5月，憑藉著蔡碩哲在大專足球聯賽的出色表現，入選到中華台北世大運代表隊，並隨隊前往南韓光州出戰2015年世界大學運動會。
2016年，台體在104學年度UFA大專足球聯賽冠軍戰遭北市大擊敗，無緣連霸，個人則奪得金手套獎
。
2019年，蔡碩哲加盟新成立的台中Futuro，季中轉會大同足球隊。
2020年，蔡碩哲加盟新成立的台灣中油足球隊，並競逐同年成立的台灣乙級足球聯賽。該年度隨隊獲得冠軍，升上台甲，個人也獲得了台乙金手套獎。

## 職業生涯

### 國家隊
蔡碩哲曾入選過中華台北U13、U14國家代表隊，並於國中時期再入選過中華台北U16足球代表隊，當時的球衣背號是22號，隨隊征戰2012年亞足聯U16少年錦標賽資格賽。後續也曾入選過中華台北U19足球代表隊。
2012年時便入選到中華台北U22培訓隊中，並在2014年隨隊前往中國廣州進行集訓，當時他也是隊伍中，年紀最小的一位球員。
2015年3月，蔡碩哲隨同中華台北奧運男子足球隊出賽2016年亞足聯U23錦標賽資格賽，而他在代表隊中列為第二門將，因此首戰緬甸U23對上中華台北時，他並沒有先發上場，然而因先發門將邱育宏於賽末領到一張紅牌，於下一場賽事中被禁賽，因此3月29日對上澳大利亞U23時，便成為先發門將。雖然這場比賽中華台北最終以0:4吞敗，但蔡碩哲的表現仍獲得讚賞。
蔡碩哲首次入選中華台北男子足球代表隊是在2015年的2018年世界盃資格賽亞洲區第二輪對上泰國，不過他在隊中未列為第一門將，因此目前暫時沒有出賽紀錄。

## 國家隊生涯統計
| 中華台北U23             | 中華台北U23 | 中華台北U23 | 中華台北U23 |
| 年度                    | 出賽        | 進球        | 參考        |
| ----------------------- | ----------- | ----------- | ----------- |
| 2015                    | 1           | 0           | [ 2 ]       |
| 總計                    | 1           | 0           | [ 2 ]       |
| 最後更新於2016年5月29日 |             |             | [ 2 ]       |

## 資料來源
1. 1 2 3  劉肇育. . 東森新聞雲. 2014-03-01  [2016-05-29]. （原始内容存档于2019-12-03） （中文（臺灣））.
2. 1 2  . 足巢.   [2016-05-29]. （原始内容存档于2019-08-21） （中文（臺灣））.
3. 1 2 3 4 5 6 7 8 9 10 11 12  中華民國足球協會CTFA. . Facebook. 2016-01-06  [2016-05-29]. （原始内容存档于2017-03-26） （中文（臺灣））.
4. 1 2  . 中華民國足球協會. 2011-09-08  [2016-05-29]. （原始内容存档于2017-03-26） （中文（臺灣））.
5. 1 2 3 4  張克銘. . 東森新聞雲. 2014-08-02  [2016-05-29]. （原始内容存档于2019-11-30） （中文（臺灣））.
6. 1 2  洪偵源. . 今日傳媒. 2014-05-09  [2016-05-29]. （原始内容存档于2017-03-26） （中文（臺灣））.
7. ↑  洪偵源. . Yahoo新聞. 2014-05-09  [2016-05-29]. （原始内容存档于2019-08-22） （中文（臺灣））.
8. 1 2 3 4  李秉昇. . SSU大專學生運動網. 2015-04-15  [2016-05-29]. （原始内容存档于2016-03-04） （中文（臺灣））.
9. 1 2  黃邱倫. . Yahoo運動. 2015-04-15  [2016-05-29]. （原始内容存档于2019-08-23） （中文（臺灣））.
10. ↑  張克銘. . 東森新聞雲. 2015-05-29  [2016-05-29]. （原始内容存档于2019-11-22） （中文（臺灣））.
11. ↑  陳薇安. . SSU大專運動網. 2016-04-02  [2019-08-18] （中文（臺灣））.
12. ↑  . Yahoo運動. 中華民國足球協會. 2019-09-21  [2020-03-23]. （原始内容存档于2020-03-23） （中文（臺灣））.
13. ↑  . Yahoo運動. 中華民國足球協會. 2019-09-21  [2020-03-23]. （原始内容存档于2020-03-23） （中文（臺灣））.
14. ↑  黃佩君. . 自由時報. 2020-07-13  [2020-11-15]. （原始内容存档于2021-01-04） （中文（臺灣））.
15. ↑  WOWSight 編輯部. . WOWSight. 2020-11-14  [2020-11-15]. （原始内容存档于2021-02-28） （中文（臺灣））.
16. 1 2  張克銘. . 東森新聞雲. 2015-03-29  [2016-05-29]. （原始内容存档于2019-12-02） （中文（臺灣））.
17. ↑  . Yahoo新聞. 2015-03-29  [2016-05-29]. （原始内容存档于2019-08-22） （中文（臺灣））.